# Andrzej Huza
Andrzej Huza (ur. 9 lutego 1925 w Kętach, zm. 23 listopada 2010 w Szczecinie) – kapitan żeglugi wielkiej, współtwórca i komendant Liceum Morskiego w Szczecinie.
Swoją karierę morską rozpoczął od zdania matury w Bochni, po czym następnie zdał egzamin do Akademii Górniczo-Hutniczej w Krakowie. Podczas swojej wycieczki do Gdyni dowiedział się, że Dar Pomorza, żaglowiec Szkoły Morskiej, wyruszy w pierwszy rejs kandydacki do Wielkiej Brytanii. Nie wiadomo czy zaciągnął się na żaglowiec z miłości do morza, czy też z chęci spotkania się z jego ojcem, który w tym czasie przebywał w Anglii. W 1946 doszło do tego spotkania; jego ojciec Władysław Sylweriusz Huza był przedwojennym oficerem Wojska Polskiego i AK-owcem.
Po powrocie do kraju rozpoczął naukę w Państwowej Szkole Morskiej. Był jednym z jej pierwszych absolwentów (1949) oraz słuchaczem legendarnego kapitana Maciejewicza. Pracował m.in. w Zarządzie Portu Szczecin, Polskiej Żegludze Morskiej, Państwowej Szkole Morskiej, był pierwszym dyrektorem Liceum Morskiego.
Był szeroko ceniony w środowisku marynarskim. Jedną z największych zasług było doprowadzenie do budowy na cmentarzu Centralnym w Szczecinie pomnika Tym, którzy nie powrócili z morza. Pomnik powstał w 1989 r.
Pogrzeb kpt. ż.w. Andrzeja Huzy odbył się w poniedziałek 29 listopada 2010 na cmentarzu Centralnym w Szczecinie, spoczął w kwaterze 45 D.